# 상계중학교
상계중학교(上溪中學校)는 대한민국 서울특별시 노원구 상계동에 있는 공립 중학교이다.

## 학교 연혁
- 1986년 1월 29일 : 상계중학교(공립) 설립 인가
- 1986년 3월 1일 : 초대 강오빈 교장 취임
- 1986년 3월 4일 : 제1회 입학식(12학급 741명 입학)
- 1986년 5월 1일 : 개교식
- 1989년 2월 14일 : 제1회 졸업식(736명 졸업)
- 2022년 1월 4일 : 제34회 졸업식(8학급 152명)
- 2023년 9월 1일 : 제13대 김도건 교장 취임

## 참고 자료
- 상계중학교 - 한국교육학술정보원 학교알리미